# Hans-Günter Henneke

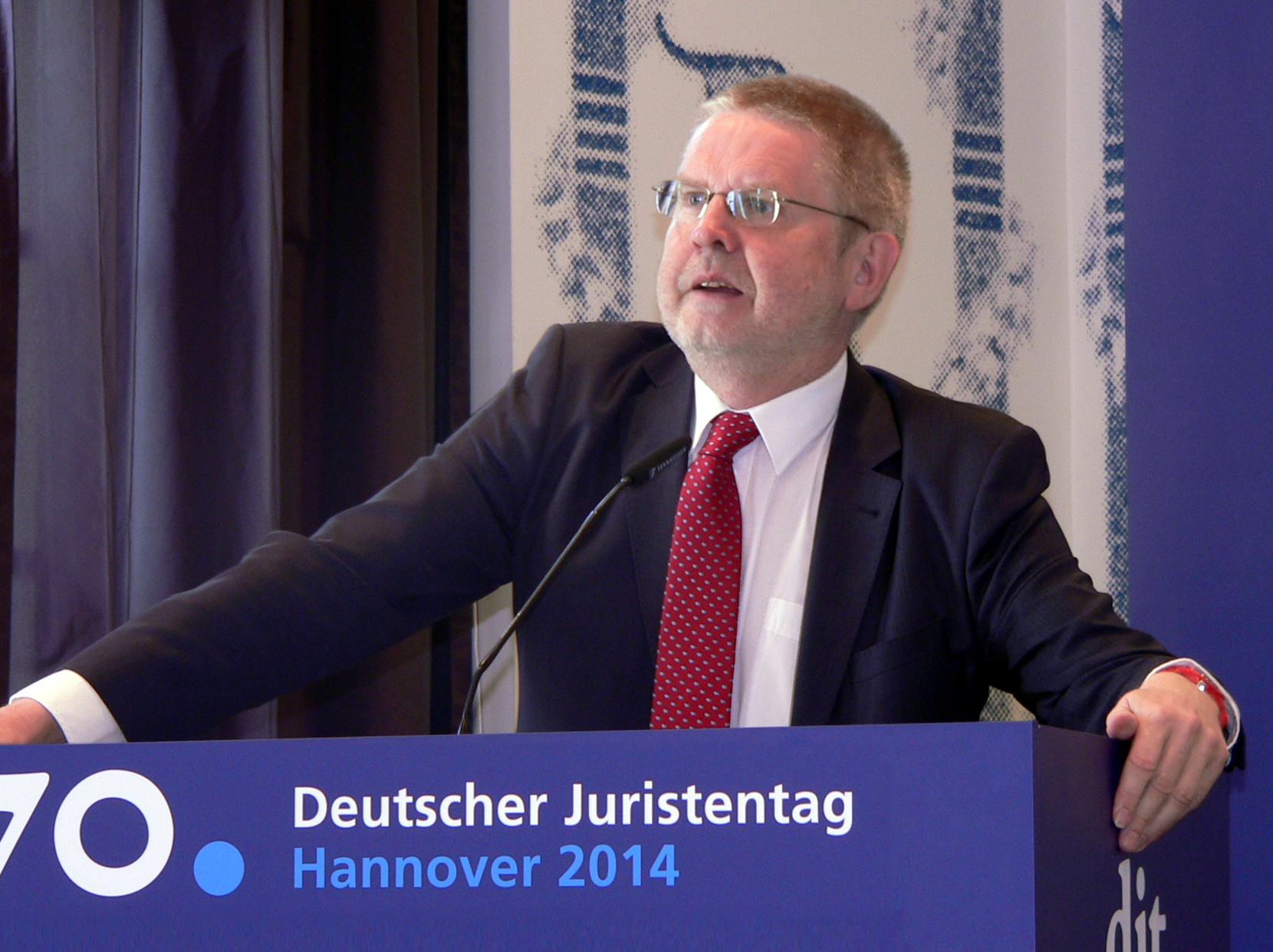
Hans-Günter Henneke, 2014

Hans-Günter Henneke (* 11. Mai 1957 in Bassum) ist ein deutscher Jurist, Fachautor und Honorarprofessor an der Universität Osnabrück, ferner bis zum 31. Dezember 2025 amtierendes geschäftsführendes Präsidialmitglied des Deutschen Landkreistages e. V. und zudem Vorsitzender des Vereins für Geschichte der Deutschen Landkreise.

## Leben
Hans-Günter Henneke, der auf dem elterlichen Hof in Syke aufwuchs, war nach dem Abitur am Gymnasium Syke und dem Studium der Rechtswissenschaften in Kiel zunächst als wissenschaftlicher Assistent an der Rechtswissenschaftlichen Fakultät der Christian-Albrechts-Universität zu Kiel sowie am Lorenz-von-Stein-Institut für Verwaltungswissenschaften an der Universität Kiel tätig. Am 1. Januar 1989 trat er sein Wahlamt als Kreisrat (Ltd. Beamter auf Zeit) des niedersächsischen Landkreises Diepholz an, das er bis Ende Februar 1993 ausübte. Am 1. März 1993 begann Hans-Günter Henneke seine Tätigkeit beim Deutschen Landkreistag als Beigeordneter. Die Wahl zum Stellvertreter des DLT-Hauptgeschäftsführers erfolgte im September 1995 die Wahl zum Geschäftsführenden Präsidialmitglied im November 2000. Seit dem 1. Oktober 1990 wirkt Hans-Günter Henneke am Fachbereich Rechtswissenschaften der Universität Osnabrück, wo er im März 1996 zum Honorarprofessor bestellt wurde. Lehrbeauftragter an der Deutschen Universität für Verwaltungswissenschaften Speyer war er 1994/1995. Einen Ruf auf einen Lehrstuhl für Verwaltungswissenschaft an dieser Hochschule im Mai 1995 lehnte er im September 1995 ab.

## Mitwirkung in Gremien
Hans-Günter Henneke wirkt in mehreren staatlichen und öffentlichen Gremien mit, so im neunköpfigen Unabhängigen Beirat des Stabilitätsrates, im Konjunkturrat für die öffentliche Hand bei der Bundesregierung, in den Beiräten von Arte Deutschland und Arte GEIE sowie als stellvertretender Vorsitzender des Arbeitskreises gesellschaftlicher Gruppen bei der Stiftung „Haus der Geschichte der Bundesrepublik Deutschland“.
Zudem ist er seit 1997 Mitglied im Gesamtvorstand des Deutschen Sparkassen- und Giroverbandes e. V. in Berlin, dessen Vizepräsident er über acht Jahre bis Ende 2021 war, sowie seit Anfang 2002 Mitglied im Verwaltungsrat der DekaBank, dessen Präsidialausschuss er von Mitte 2011 bis Ende 2013 angehörte und seit Anfang 2019 wieder angehört. Seit 1999 engagiert sich Henneke im Präsidium der Freiherr-vom-Stein-Gesellschaft e. V., deren Vizepräsident er von Mitte 2011 bis März 2023 war und deren Präsident er seit dem 1. April 2023 ist. Seit 2018 ist Henneke Mitglied des Beirats der Steuerrechtswissenschaftlichen Vereinigung Heidelberg und seit 2021 des Vorstands der Deutschen Gesellschaft für Gesetzgebung.
Er war seit 1996 Mitglied des 2010 aufgelösten Finanzplanungsrates, von je zwei Kommissionen zur Reform der bundesstaatlichen Ordnung und der Kommunalfinanzen, der Kommission Gleichwertige Lebensverhältnisse und im Beirat für Raumentwicklung beim Bundesministerium für Verkehr, Bau und Stadtentwicklung (nun BMWSB). Außerdem war er zwischen Anfang 2004 und Ende 2024 in mehreren Amtsperioden Mitglied im Verwaltungsrat der Kreditanstalt für Wiederaufbau und dessen Risiko- und Kreditausschuss, von Beginn an bis Mitte März 2021 Vorsitzender des im November 2015 konstituierten zwölfköpfigen Sachverständigenrats Ländliche Entwicklung sowie Mitglied im Stiftungsrat der Deutschen Stiftung für Engagement und Ehrenamt. Von Juli 2002 bis Juli 2024 war er durchgehend Mitglied des ZDF-Fernsehrats bzw. des ZDF-Verwaltungsrats und in beiden Gremien Ausschussvorsitzender.
Von 2000 bis 2012 war er Mitglied der Ständigen Deputation des Deutschen Juristentages. Dem Abteilungsvorstand hat er 2002, 2004, 2008, 2010, 2012 und 2014 als Vorsitzender, Referent oder stellvertretender Vorsitzender angehört. Dem Verwaltungsrat der Kommunalen Gemeinschaftsstelle für Verwaltungsmanagement (KGSt), dessen Vorsitzender er von 2016 bis Oktober 2021 war, gehört er seit Mitte der 1990er Jahre an.

## Veröffentlichungen
Hans-Günter Henneke hat zahlreiche Veröffentlichungen auf dem Gebiet des öffentlichen Rechts, der öffentlichen Finanzen und der Verwaltungslehre vorgelegt, diverse Gastbeiträge für die Frankfurter Allgemeine Zeitung verfasst und ist Mitherausgeber von Handbüchern zum Recht der Kommunalfinanzen und der Haushaltswirtschaft sowie der 17 Staatshandbücher der Bundesrepublik Deutschland, Mitherausgeber (DVBl, DÖV, Der Gemeindehaushalt) bzw. Mitherausgeber und Schriftleiter (Der Landkreis, ZG) mehrerer Fachzeitschriften sowie Herausgeber und (Mit-)Autor von derzeit 35 Bänden der Schriften zum deutschen und europäischen Kommunalrecht. Er ist Alleinherausgeber des Kommentars Knack/Henneke, Verwaltungsverfahrensgesetz, 11. Aufl., Köln 2020 (ISBN 978-3-452-29136-3, 1745 S.) und mit Hans Hofmann Herausgeber des Kommentars Hofmann/Henneke, Grundgesetz, 16. Aufl., Hürth 2025 (ISBN 978-3-452-30467-4, 3500 S.).

### Monografien (Auswahl)
- mit Albert von Mutius: Kommunale Finanzausstattung und Verfassungsrecht. (= Schriften zum deutschen Kommunalrecht. Band 29). Reckinger, Siegburg 1985, ISBN 3-7922-0192-5.
- Landwirtschaft und Naturschutz. Heidelberg, 1986, ISBN 3-7685-2786-7, zugl. Rechtswiss. Diss. Kiel, (Fakultätspreis).
- Aufgabenzuständigkeit im kreisangehörigen Raum. Heidelberg 1992, ISBN 3-8226-3092-6.
- Landesfinanzpolitik und Verfassungsrecht. Heidelberg 1998, ISBN 3-7685-0698-3 (erw. Fassung der Osnabrücker Antrittsvorlesung).
- Reform der Aufgaben- und Finanzbeziehungen von Bund, Ländern und Kommunen. Heidelberg 1999, ISBN 3-8114-8399-4.
- Öffentliches Finanzwesen. Finanzverfassung. 2. Auflage. Heidelberg 2000, ISBN 3-8114-9975-0.
- Zwischen Ambition und Realismus: Zur Verfassungsdiskussion in Deutschland und Europa. Münster 2003.
- Kreisrecht. 2. Auflage. Stuttgart 2007, ISBN 978-3-415-03844-8.
- Bundesstaat und kommunale Selbstverwaltung nach den Föderalismusreformen. Wiesbaden 2009, ISBN 978-3-8293-0889-2.
- Öffentliches Finanzwesen, Finanzverfassung (Koreanische Ausgabe), Korea Legislative Research Institute 2010, ISBN 978-89-8323-676-0.
- Die kommunalen Spitzenverbände. 2. Auflage. Wiesbaden 2012, ISBN 978-3-8293-0956-1, Aktualisierung 2015.
- Die Kommunen in der Finanzverfassung des Bundes und der Länder. 5. Auflage. Wiesbaden 2012, ISBN 978-3-8293-1039-0.
- Der europäische Fiskalpakt und seine Umsetzung in Deutschland. Wiesbaden 2013, ISBN 978-3-8293-1090-1.
- Föderale Finanzverteilung zwischen Autonomie und Solidarität. Münster 2014.
- Föderale Aufgaben- und Finanzbeziehungen ab 2020. Kommunale Erwartungen. Berlin 2014, ISBN 978-3-944976-19-8.
- Aufgabengerechte Finanzverteilung zwischen Bund, Ländern und Kommunen. Referat, 70. DJT, München 2015, ISBN 978-3-406-66238-6.
- Die deutschen Kreise und ihr Landkreistag – Von den Anfängen in Brandenburg bis zur Etablierung der Bonner Republik. Stuttgart 2016, ISBN 978-3-415-05764-7.
- Aufgaben und Finanzbeziehungen von Bund, Ländern und Kommunen – Zur ausgefallenen Föderalismusreform 2017. Wiesbaden 2017, ISBN 978-3-8293-1338-4.
- Kommunale Sparkassen – Verfassung und Organisation zwischen Selbstverwaltungsgarantie und Zentralisierungstrends. 2. Auflage. Wiesbaden 2018, ISBN 978-3-8293-1421-3.
- Aufgaben und Finanzbeziehungen von Bund, Ländern und Kommunen ab 2020 – Die Reformen von 2017 und 2019: Lehrstücke ohne Lehre? 2. Auflage. Wiesbaden 2019, ISBN 978-3-8293-1493-0.
- Die Kreisumlagefestsetzung. Materiellrechtliche Vorgaben – Verfahren – Höhe. Wiesbaden 2020, ISBN 978-3-8293-1568-5.
- Unser öffentlich-rechtlicher Rundfunk. Berlin 2025, ISSN 0503-9185.
- mit Hartmut Maurer und Friedrich Schoch: Die Kreise im Bundesstaat. Baden-Baden 1994, ISBN 3-7890-3359-6.
- mit Ferdinand Kirchhof: Entwicklungsperspektiven kommunaler Sparkassen in Deutschland. Stuttgart 2000, ISBN 3-415-02765-1.
- mit Hermann Pünder und Christian Waldhoff: Recht der Kommunalfinanzen. München 2006, ISBN 3-406-54263-8.
- mit Klaus Ritgen: Kommunales Energierecht. 2. Auflage. Wiesbaden 2013, ISBN 978-3-8293-1059-8.
- mit Klaus Ritgen: Kommunalpolitik und Kommunalverwaltung in Deutschland. München 2021, ISBN 978-3-406-72931-7.
- mit Christian Waldhoff: Handbuch Recht der Kommunalfinanzen – Abgaben – Finanzausgleich. 2. Auflage. München 2023, ISBN 978-3-406-79385-1.

## Vorträge und Interviews
- Vortrag „100 Jahre Deutscher Landkreistag“ vom 8. September 2016 auf YouTube
- Vortrag „Der Aufbau des Staates: von unten nach oben!“ vom 9. Mai 2019 auf YouTube
- Interview im ZDF spezial vom 22. April 2020 zur Finanzsituation der Kommunen in der Coronakrise auf YouTube

## Auszeichnungen
Im Jahr 1986 wurde Henneke von der Universität Kiel für seine Dissertation mit einem staatlichen Preis ausgezeichnet. Am 23. Januar 2014 erhielt er das Verdienstkreuz am Bande des Verdienstordens der Bundesrepublik Deutschland. Im Mai 2016 wurde ihm die Wilhelm-Boden-Medaille verliehen. Anlässlich seines 65. Geburtstages am 11. Mai 2022 wurde ihm die von Martin Burgi und Christian Waldhoff herausgegebene, 966 Seiten umfassende Festschrift „Kommunale Selbstverwaltung im Bundes- und Finanzstaat“ ISBN 978-3-452-29901-7 gewidmet.